# Duc de Brissac
Pour les articles homonymes, voir Brissac.
Le titre de duc de Brissac, pair de France, a été créé en 1611 par Louis XIII au profit de Charles II de Cossé (1550-1626), maréchal de France, Grand panetier et Grand Fauconnier de France.

## Histoire
Le duché-pairie de Brissac fut érigé par lettres patentes d'avril 1611, enregistrées le 8 juillet 1620 à partir du comté de Brissac, lui-même constitué en 1561 de la baronnie de Brissac et des châtellenies et seigneuries de Luygné, Claye et Denée, et des baronnies et seigneuries de Pouancé, Montejean, La Grésille, La Baste et Montaugibert.

## Avant les ducs de Brissac
- René de Cossé (1460-1540), seigneur de Brissac et de Cossé en Anjou, Grand panetier et grand fauconnier de France, chevalier de Saint-Michel :
  - René achète le château et la terre de Brissac à Louis de Brézé le 26 mai 1502[1] ;
- Charles Ier de Cossé (1505-1563), fils du précédent, seigneur puis (1560), 1er comte de Brissac, maréchal de France ;
- Timoléon de Cossé (1545-1569), fils aîné du précédent, Grand panetier de France, 2e comte de Brissac,
- Charles II de Cossé (1550-1621), frère cadet du précédent, Grand panetier de France, maréchal de France, 3e comte de Brissac, puis (1611), 1er duc de Brissac.

## Première création (1611)
1. 1611-1621 : Charles II de Cossé (1550-1621), 1er duc de Brissac.
2. 1621-1651 : François de Cossé (1581-1651), 2e duc de Brissac, fils du précédent.
3. 1651-1661 : Louis de Cossé de Brissac (1625-1661), 3e duc de Brissac, fils du précédent.
4. 1661-1698 : Henri Albert de Cossé (1645-1698), 4e duc de Brissac, fils du précédent.

Le duché de Brissac, resté sans héritier direct, est relevé, en grande partie grâce à l'intervention de Saint-Simon :
1. 1700-1702 : Artus Timoléon Louis de Cossé (v.1668-1709), 5e duc de Brissac, cousin du précédent, qui épouse Marie Louise Béchameil de Nointel
2. 1702[2]-1732 : Charles Timoléon Louis de Cossé (1693-1732), 6e duc de Brissac, fils du précédent, qui épouse Catherine Madeleine Pecoil de la Villedieu; leur fille Catherine Françoise Charlotte de Cossé-Brissac (1724-1794) épouse Louis de Noailles (1713-1793) duc d'Ayen, futur duc et maréchal de Noailles.
3. 1732-1756[3] : Jean Paul Timoléon de Cossé-Brissac (1698-1780), 7e duc de Brissac, frère du précédent, qui épouse Marie Josèphe Durey de Sauroy.
4. 1756-1759 : Louis Joseph Timoléon de Cossé (1733-1759), comte de Brissac (dit duc de Cossé), fils du précédent, qui épouse en 1756 Marie Gabrielle Félicité Molé, fille de Mathieu François Molé (1705-1793), premier président au parlement de 1757 à 1763, et Bonne Félicité Bernard.
5. 1759-1792 : Louis Hercule Timoléon de Cossé-Brissac (1734-1792), 8e duc de Brissac, frère du précédent, qui épouse  Diane Hortense Mazarini Mancini.

## Deuxième création (1814/1817)
Lors de la première Restauration, en application de l'ordonnance du 4 juin 1814 , Louis XVIII appelle à la pairie Timoléon de Cossé-Brissac, fils du duc à brevet de Cossé, sous le nom de duc de Brissac. Cette pairie, viagère, est transformée en pairie héréditaire en 1817. 
1. 1814-1848 : Augustin Marie Paul Pétronille Timoléon de Cossé (1775-1848), 9e duc de Brissac, cousin germain du précédent.
2. 1848-1883 : Marie Arthur Timoléon de Cossé (1813-1883), 10e duc de Brissac, fils du précédent.
3. 1883-1944 : Anne Marie Timoléon François de Cossé (1868-1944), 11e duc de Brissac, petit-fils du précédent.
4. 1944-1993 : Simon Charles Timoléon Pierre de Cossé (1900-1993), 12e duc de Brissac, fils du précédent.
5. 1993-2021 : François de Cossé-Brissac (1929-2021), 13e duc de Brissac, fils du précédent.
6. Depuis 2021 : Charles-André de Cossé, 14e duc de Brissac, fils du précédent.